# Emad Mostaque
Mohammad Emad Mostaque (bengali: মোহম্মদ ইমাদ মোশতাক ); Giordania, 1º aprile 1983) è un imprenditore bangladese naturalizzato britannico.

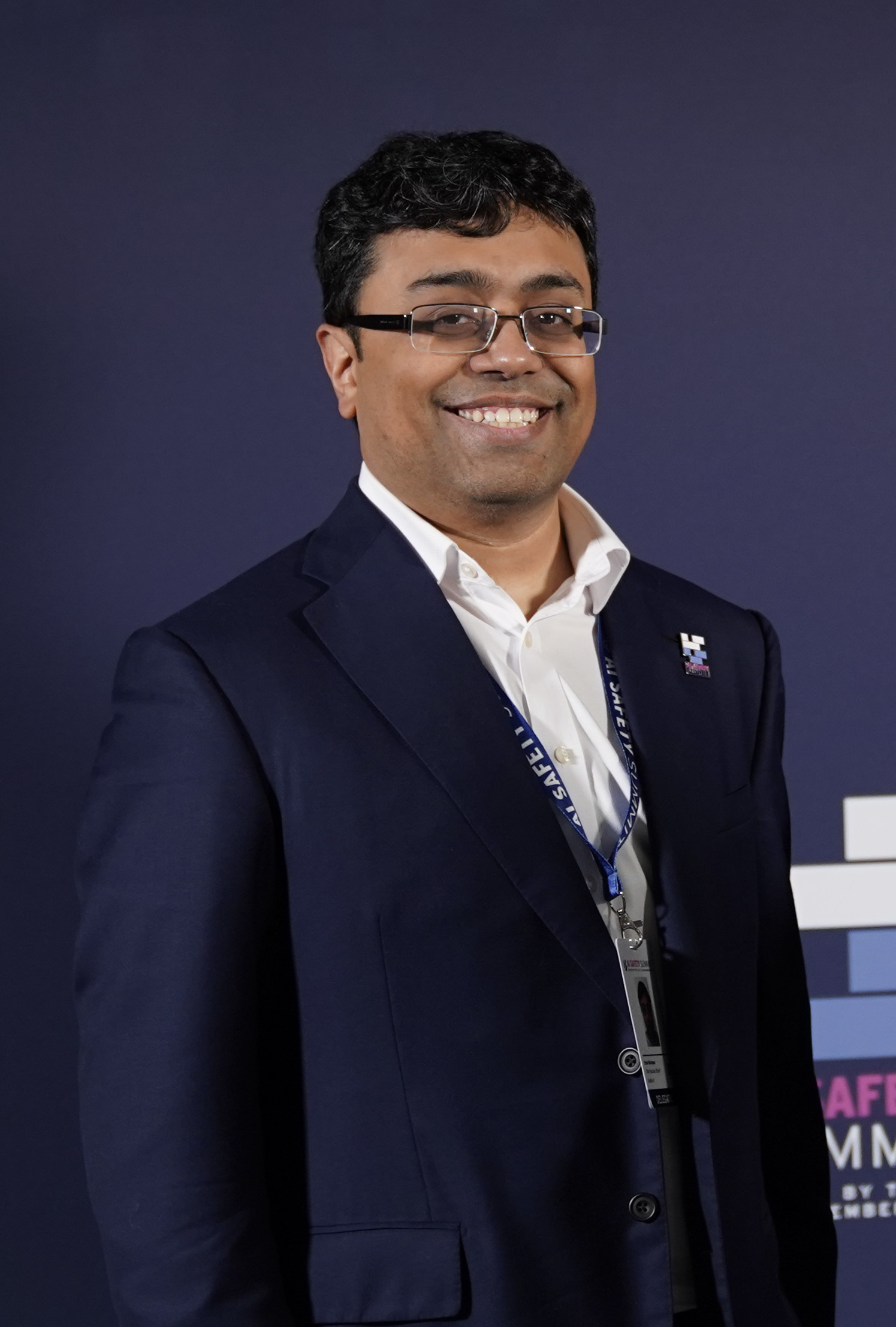

È il fondatore e l'amministratore delegato di Stable AI, l'azienda che produce e gestisce Stable Diffusion.

## Biografia
Mostaque nacque in Giordania nell'aprile 1983 da una famiglia musulmana di origine bengalese. Un mese dopo la nascita, la famiglia si trasferì a Dhaka e, quando aveva sette anni, emigrò nel Regno Unito.
All'età di 19 anni, Mostaque conobbe la sua futura moglie durante un viaggio studentesco negli Stati Uniti. Gli furono diagnosticati la sindrome di Asperger e l'ADHD. A vent'anni, creò dei forum online rivolti alle comunità musulmane e sviluppò "l'intelligenza artificiale islamica" che avrebbe dovuto orientare e guidare le persone nei loro pellegrinaggi religiosi. Nel 2005 conseguì la laurea in matematica e informatica presso l'Università di Oxford.

## Carriera
Dopo la laurea, Mostaque lavorò per 13 anni in vari hedge fund del Regno Unito.
Nel 2019 Mostaque fondò Symmitree, una startup che mirava a ridurre il costo della tecnologia per le persone povere, impresa cui lavorò per un anno.
Alla fine del 2020, diede vita a Stability AI, finanzianta in gran parte con risorse proprie, così come da altre società di investimento come Eros Investments. La società investì $ 600.000 dei suoi $ 10 milioni di finanziamento iniziali per addestrare Stable Diffusion e annunciò un seed round da 100 milioni di dollari con una valutazione per 1 miliardo. Nel marzo 2023, firmò una lettera aperta nella quale chiedeva a "tutti i laboratori di intelligenza artificiale di sospendere immediatamente per almeno 6 mesi l'addestramento di sistemi di intelligenza artificiale più potenti di GPT-4".
Nel giugno 2023, una notizia che citava più di 30 fonti, inclusi investitori ed ex dipendenti di Stability AI, rivelò che Mostaque aveva ingannato gli investitori e il pubblico in merito al suo percorso educativo, ad una partnership con Amazon Web Services, l'entità del suo coinvolgimento nello sviluppo di Stable Diffusion e il partenariato con diverse ONG.
Nel luglio 2023, Mostaque dichiarò che l'intelligenza artificiale generativa “Sarà la più grande bolla di tutti i tempi”.